# 카이샤도리스구

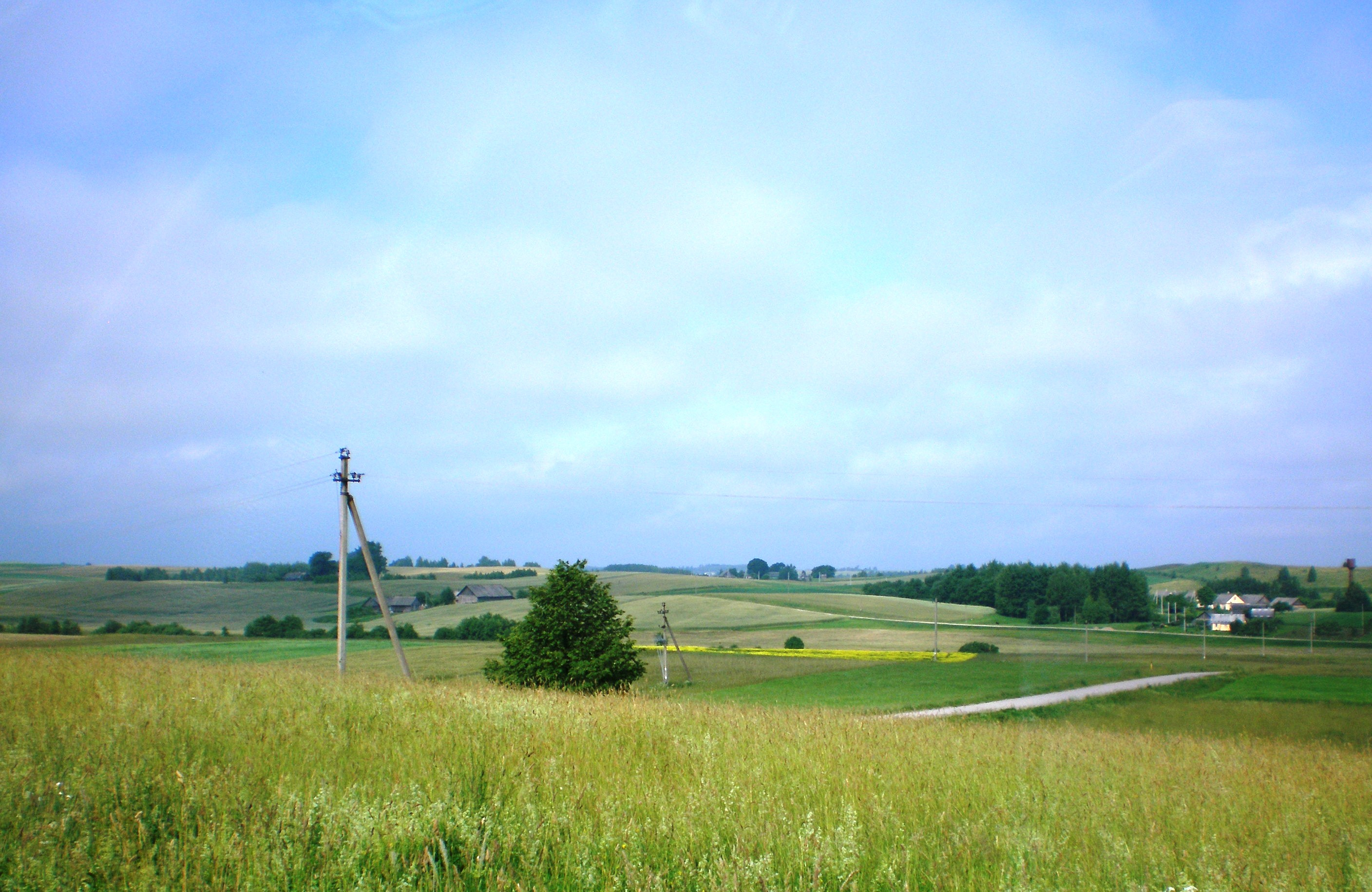
카이샤도리스구 빌루나이 마을에 위치한 고원

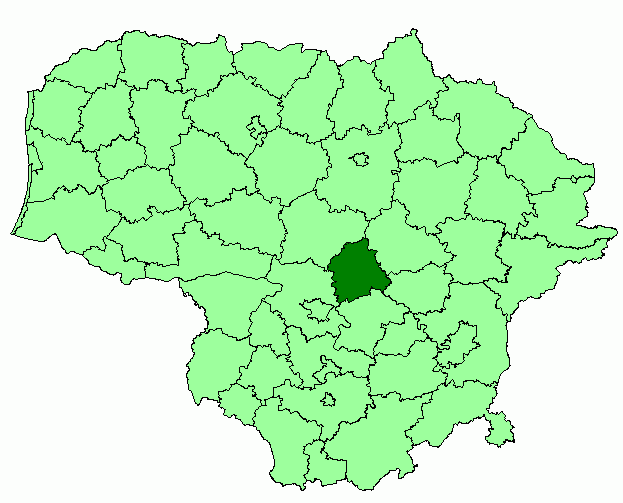
요나바구의 위치

카이샤도리스구(리투아니아어: Kaišiadorių rajono savivaldybė)는 리투아니아 카우나스주를 구성하는 8개 지방 자치체 가운데 하나로 행정 중심지는 카이샤도리스이며 면적은 1,087km2, 인구는 31,915명(2015년 기준), 인구 밀도는 29.4명/km2이다. 11개 장로구를 관할한다. 카우나스주 프리에나이구, 카우나스구, 카우나스시, 요나바구, 빌뉴스주 시르빈토스구, 엘렉트레나이시, 트라카이구와 접한다.

지방 자치체 문장